# Невіл Д'Соуза
Невіл Стефен Д'Соуза (англ. Neville Stephen J. D'Souza,3 серпня 1932, Махараштра — 16 березня 1980, Махараштра) — індійський футболіст, який грав на позиції нападника. Відомий насамперед за виступами у складі збірної Індії, яка зайняла четверте місце на Олімпійських іграх 1956 року, а Невіл Д'Соуза став одним із кращих бомбардирів олімпійського футбольного турніру.

## Біографія
Народився Невіл Д'Соуза в Махараштрі, й на клубному рівні виступав за команди міста Бомбей, а також за збірну штату Махараштра у розіграші Трофею Сантоша — фактично головного турніру в країні до початку розіграшу Національної футбольної ліги. У 1956 році Д'Соуза грав у складі збірної Індії на Олімпійських іграх 1956 року, на яких індійська збірна зайняла високе четверте місце, що стало її найвищим успіхом на змаганнях найвищого рівня. У складі команди Невіл Д'Соуза у чвертьфіналі турніру в матчі зі збірною Австралії зробив хет-трик, який став першим хет-триком азійського футболіста на Олімпійських іграх. Усього на турнірі Д'Соуза відзначився 4 забитими м'ячами, й разом із Дімітаром Мілановим та Тодором Веселиновичем став найкращим бомбардиром олімпійського футбольного турніру.
Помер Невіл Д'Соуза унаслідок геморагічного інсульту.

## Досягнення
- Найкращий бомбардир футбольного турніру олімпійських ігор: 1956 (4 голи, разом із Дімітаром Мілановим та Тодором Веселиновичем)